# Государственный институт физической культуры и спорта Армении
Государственный институт физической культуры и спорта Армении (арм. Հայաստանի ֆիզիկական կուլտուրայի և սպորտի պետական ինստիտուտ), ранее — Армянский государственный институт физической культуры (Ֆիզիկական կուլտուրայի հայկական պետական ինստիտուտ), — высшее учебное заведение в Ереване, образован в 1945 году на базе нескольких факультетов Ереванского педагогического института. Готовит спортивных функционеров и тренеров.

## История
Армянский государственный институт физической культуры был основан 21 июля 1945 года решением Совета Народных Комиссаров Армении. Основание Армянского государственного института физической культуры имело большое значение в жизни республики. Структурные подразделения университета созданы на базе педагогического и спортивного факультетов Ереванского педагогического института.
В первый учебный год в институте было 13 кафедр, 26 преподавателей, а количество студентов составляло 114 человек. Первым директором института был назначен Айк Парсаданян, затем институт возглавили Агаси Чарчоглян, Лорис Калашян, Грач Топалян, Роберт Галстян и Ваграм Аракелян. С 2024 года университет возглавляет Тигран Симонян.
Одно из основных направлений работы института — подготовка спортсменов высокого класса. Только на Олимпийских играх 12 выпускников института завоевали 12 золотых, 10 серебряных, 14 бронзовых медалей.
Сейчас вуз имеет тренерский, педагогический и спортивный факультеты, аспирантуру (с 1995 года), дистанционное обучение. В вузе ведется подготовка квалифицированных специалистов по 26 специальностям: гимнастика, лыжи, борьба, тяжелая атлетика, бокс, фехтование, легкая атлетика, плавание, баскетбол, волейбол, теннис, настольный теннис, гандбол, бильярд, шахматы, фигурное катание, футбол.
Издает официальную газету «Ай Ари» (ранее — «Оано-Марзик»). Выпускники вуза работают учителями физкультуры в общеобразовательных школах, тренерами в спортивных школах, специалистами в медицинских учреждениях.
Вуз является членом Международного комитета Олимпа, Европейской ассоциации спортивных наук и Ассоциации спорта и здоровья.
В 2010—2011 учебном году в институте обучалось около 3,2 тысячи студентов. В 2016 году переименован в Государственный институт физической культуры и спорта Армении.